# RIAS Tanzorchester
Das RIAS-Tanzorchester (Eigenschreibung: RIAS Tanzorchester) wurde im November 1948 von Werner Müller gegründet und zusammengestellt. Es bestand aus 33 Instrumentalisten. Schnell erzielte es hohe Bekannt- und Beliebtheit und wurde unter anderem nach Japan zu Tourneen eingeladen. Viele bekannte Stars der 1950er Jahre nahmen Hits zusammen mit dem RIAS-Tanzorchester auf, wie zum Beispiel Bully Buhlan, Rita Paul, Peter Kraus, Caterina Valente und Mona Baptiste.
Die ersten Plattenaufnahmen des Orchesters wurden auf dem Label Telefunken veröffentlicht, bis Werner Müller 1950 zu Polydor wechselte. In den 1950er Jahren entstanden auch viele bekannte Instrumentalaufnahmen des Orchesters, wie zum Beispiel der Dob's Boogie, Sport und Musik, How High the Moon und Blende auf. In den 1960er Jahren, das Orchester war nun bei Decca unter Vertrag, machte Werner Müller hauptsächlich Aufnahmen mit Caterina Valente.
Nach Werner Müller folgten 1967 Dave Hildinger und 1970 Helmuth Brandenburg. 1974 wurde das Orchester von Horst Jankowski übernommen. Es spielte bei Fernsehsendungen wie Musik liegt in der Luft (ZDF), Zu Gast bei Horst Jankowski (3sat) oder ZDF-Sommergarten, aber auch bei den großen West-Berliner Bällen und den RIAS-Paraden in der Deutschlandhalle. 1986 trat das Orchester in der RIAS-Gala Kinder wie die Zeit vergeht – 40 Jahre RIAS auf. Auch Gründer Werner Müller durfte noch einmal an das Dirigentenpult.
Als in den 1990er Jahren der RIAS und die Stimme der DDR zum neuen Deutschlandradio Kultur zusammengelegt wurden, erfolgte eine Umgestaltung des RIAS-Tanzorchesters. 1993 wurde es Teil der Rundfunk-Orchester und -Chöre gGmbH, 1995 wurde die RIAS Big Band Berlin als Nachfolgeensemble gegründet.